# Il velo dipinto (film 2006)
Il velo dipinto (The Painted Veil) è un film del 2006 diretto da John Curran.
Tratto dall'omonimo romanzo di William Somerset Maugham, è stato girato prevalentemente in Cina, a Guilin. Gli attori protagonisti, Naomi Watts e Edward Norton, figurano anche come produttori. Alexandre Desplat, curatore della colonna sonora, ha vinto il Golden Globe per la migliore colonna sonora originale.
È il remake dell'originale del 1934 con Greta Garbo, dallo stesso titolo: Il velo dipinto (film 1934)

## Trama
Londra, prima metà degli anni venti. Kitty Garstin è una giovane viziata e capricciosa proveniente da una famiglia benestante. Per sfuggire alla vita familiare che sente opprimente, accetta di sposare senza amore il dottor Walter Fane, batteriologo, che invece è perdutamente innamorato di lei. La coppia, a causa del lavoro di lui, si trasferisce in Cina, a Shanghai. Ben presto la vita matrimoniale annoia Kitty: il marito, preso dal lavoro, le sembra un uomo grigio e poco interessante, mentre Walter non riesce a dimostrare alla moglie i suoi sentimenti. Kitty conosce Charlie Townsend, viceconsole inglese, se ne innamora e i due iniziano una relazione.
Quando Walter lo scopre, propone alla moglie un ultimatum: se lei non vorrà seguirlo nel suo prossimo spostamento (si è offerto volontario per studiare e combattere una pericolosa epidemia di colera in una remota zona della Cina), egli presenterà istanza di divorzio per adulterio. Walter è convinto che Charlie non sia effettivamente innamorato della moglie, e per evitare un pubblico scandalo promette che lascerà che sia Kitty a chiedere il divorzio, se l'amante otterrà a sua volta il divorzio da sua moglie e acconsentirà a sposarla, altrimenti lei dovrà seguirlo nel villaggio dell'interno dove è richiesto il suo aiuto per l'epidemia di colera.
Charlie in realtà non ha alcuna intenzione di divorziare dalla moglie né di sposare Kitty, che capisce di essersi ingannata sul suo amante, non potendo far altro che seguire il marito. Dopo un estenuante viaggio, la coppia giunge nel villaggio teatro dell'epidemia: le condizioni degli abitanti sono miserevoli, e inoltre la presenza degli inglesi non è gradita, visti i fermenti nazionalistici che stanno scuotendo il Paese. Mantenendo la chiusura verso la moglie adultera, Walter le parla appena, non le concede alcun conforto. Kitty è infelice e disperata. L'unica persona con cui può stringere amicizia è un funzionario inglese loro vicino, di nome Waddington, dal quale apprende che la moglie del suo amante ha sempre reputato stranamente mediocri le donne di cui si circondava Charlie.
Nel frattempo, il dottor Fane non si risparmia per cercare di individuare le cause del contagio: nota che l'acqua del fiume cui attingono gli abitanti del villaggio è infetta, poiché lì accanto vengono seppelliti i cadaveri dei morti di colera. Le misure che suggerisce di adottare sono inevitabili, ma molto impopolari, e contribuiscono ad acuire la tensione fra i locali e gli stranieri. Nel villaggio vi è anche un orfanotrofio gestito da suore cattoliche francesi, e Kitty, nel tentativo di non sentirsi totalmente inutile, prova ad aiutarle, dapprima con scarsi risultati, poi però, grazie alla sua passione per la musica, riesce finalmente a dare una mano sostituendo la suora che insegnava musica alle piccole orfane, morta per il contagio.
Walter continua a non rivolgerle quasi la parola, ma dalle suore la donna apprende dettagli sul lavoro del marito, sul suo coraggio, la sua acutezza e sulla sua assoluta dedizione alla missione e dell'amore particolare che ripone per i bambini, subito notato dalle suore. Nel dolore, nel servizio, nelle scomodità, Kitty ha una profonda maturazione. Riconosce la propria mediocrità, sente che vuole e deve riavvicinarsi al marito, anzi inizia a vederlo sotto una nuova luce, ma i suoi tentativi di riavvicinamento si scontrano con la freddezza di lui.
Una sera Walter e Kitty vanno a letto insieme, e il loro matrimonio sembra potersi riprendere. Anche la lotta contro l'epidemia, dopo circa due mesi dall'arrivo dei Fane, sembra essere sulla buona strada: Walter ha trovato il modo di avere acqua pulita fino al centro del villaggio, tramite una rudimentale ma ingegnosa ed efficace condotta idraulica alimentata da una sorgente a monte del villaggio. Kitty scopre di essere incinta, ma, angosciata, è costretta a dire al marito che non è certa se il padre sia lui o Charlie: per Walter, comunque, riavvicinatosi alla moglie, sente che a quel punto non ha più importanza di fronte al loro ricostruito amore, e crescerà il bambino come suo figlio.
La situazione però precipita: al villaggio giungono profughi di una zona vicina colpita dal contagio, riportando così la malattia. Walter corre ad assisterli, ma si ammala di colera. Assistito da Kitty, prima di morire le chiede perdono, ma la moglie gli risponde che non ha nulla da farsi perdonare. Cinque anni dopo, Kitty è tornata a Londra e un giorno, mentre è a passeggio con il figlio, Walter junior, incontra per caso Charlie, il quale sembra essere interessato a riprendere la loro relazione. Ma la donna lo saluta e si allontana col figlio senza rimpianti.

## Incassi
A fronte di un budget di 19 milioni di dollari, il film ha incassato 26,5 milioni di dollari, di cui 8 milioni negli Stati Uniti.

## Riconoscimenti
- 2007 - Golden Globe
  - Migliore colonna sonora a Alexandre Desplat
- 2007 - Independent Spirit Awards
  - Nomination Miglior attore protagonista a Edward Norton
  - Nomination Miglior sceneggiatura a Ron Nyswaner
- 2006 - National Board of Review Awards
  - Migliori dieci film
  - Miglior sceneggiatura non originale a Ron Nyswaner
- 2006 - Boston Society of Film Critics Award
  - Nomination Miglior fotografia a Stuart Dryburgh
- 2008 - London Critics Circle Film Awards
  - Nomination Attore britannico non protagonista dell'anno a Toby Jones
- 2006 - Los Angeles Film Critics Association Award
  - Miglior colonna sonora a Alexandre Desplat
- 2008 - Australian Screen Editors
  - Miglior montaggio a Alexandre de Franceschi
- 2006 - San Diego Film Critics Society Awards
  - Premio Speciale a Edward Norton
- 2007 - World Soundtrack Awards
  - Compositore dell'anno a Alexandre Desplat